# Castelo Farme
O Castelo Farme (em inglês:  Farme Castle) foi um castelo do século XV localizado em Rutherglen, South Lanarkshire, Escócia.

## História
Possui três pisos, tendo sido aparentemente construído no século XV. A propriedade pertenceu a diversas famílias, Stuart, Crawford entre outros, não sendo conhecido por quem é que o castelo foi erigido.